# Petrské náměstí

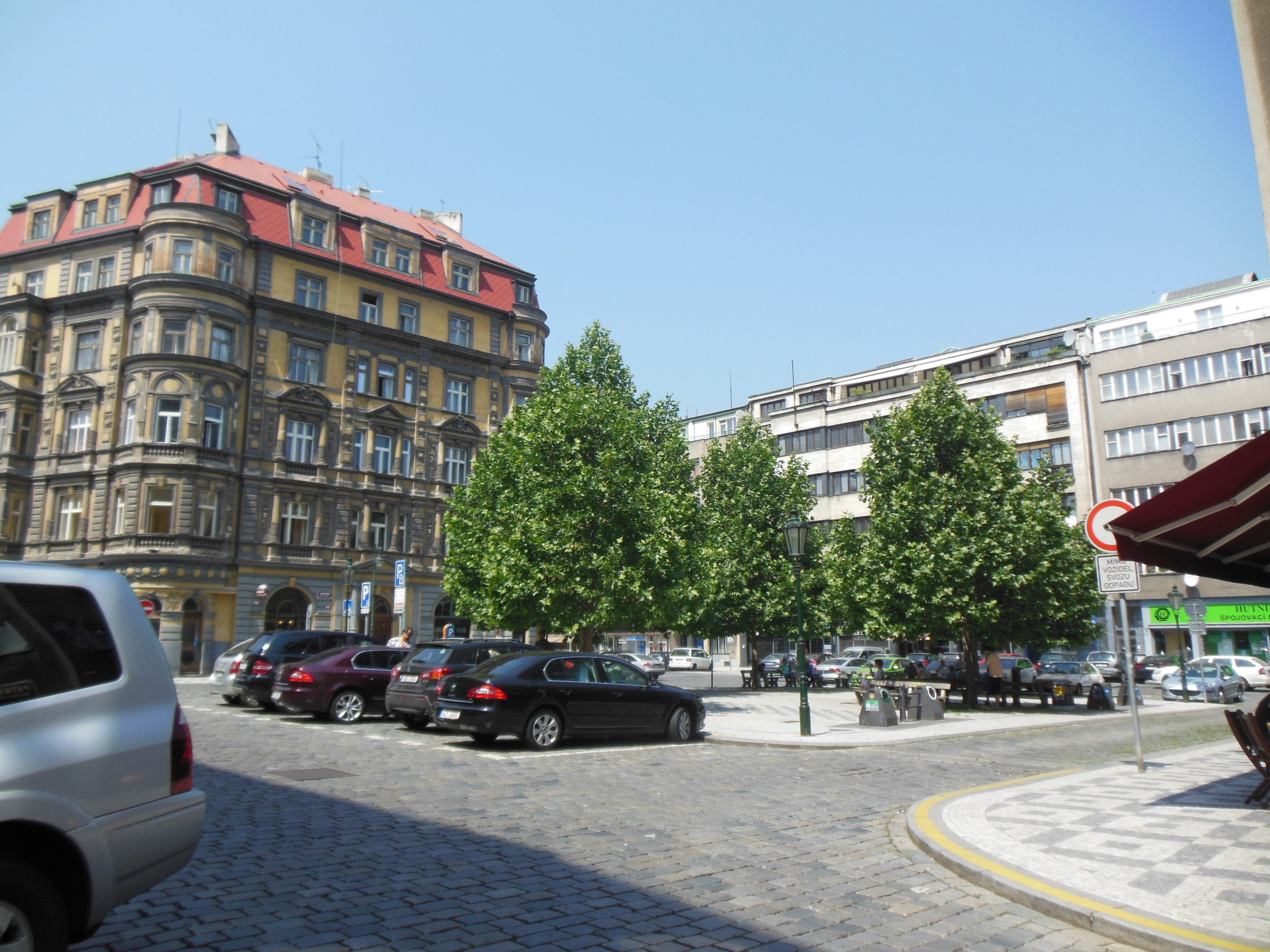
Petrské náměstí s vzrostlými platany, vlevo dům čp.1197/7

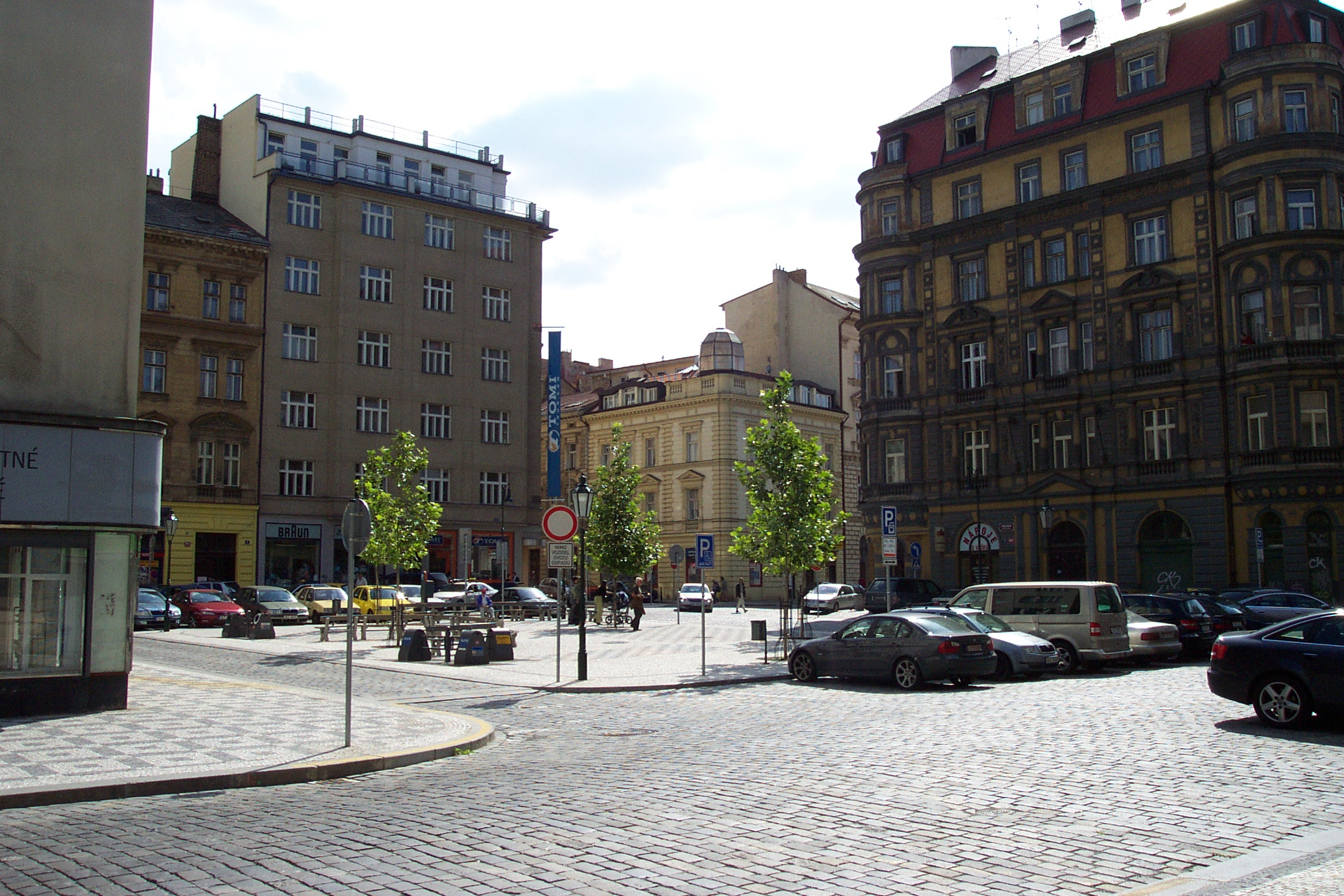
Pohled ze severovýchodu z Barvířské ulice

Petrské náměstí se nachází v Praze, v části Nového Města spadající do městské části Praha 1. V současnosti poměrně malé a málo frekventované náměstí tvoří přirozené centrum nejstarší severní části historického jádra Prahy. Je zde zastávka městských autobusů linky 194.

## Historie
Dnešní prostranství a moderní nájemní domy zaujímají prostor jednoho z nejstarších sídelních útvarů středověké Prahy, jímž byla od poloviny 12. století osada německých kupců (latinsky vicus Theutonicorum) s románským kostelem sv. Petra a špitálem. Po založení Starého Města byla k němu připojena hradební zdí a po založení Nového Města zase přeťata jeho hradbou. 
Současný název náměstí dostalo teprve po asanaci staré zástavby roku 1894 podle kostela sv. Petra. Kostel a jeho zvonice jsou od náměstí posunuty dále do ústí Petrské ulice; ještě před zavedením současného názvu se označení „U sv. Petra“ vztahovalo na síť ulic celého území tzv. Petrské čtvrti.
Po asanaci staré zástavby byly v nové zástavbě kolem náměstí postupně zřízeny tři školy, Truhlářská 24 (nyní Gymnázium J. Gutha-Jarkovského), Základní škola Klimentská/Barvířská a Lodecká, která byla zrušena v roce 1994. Na počátku 21. století bylo náměstí rekonstruováno. Z parkoviště v jeho středu se stala pěší zóna s lavičkami. Náměstí bylo nově osázeno pěti platany. Původní popelnice a kontejnery byly zapuštěny pod úroveň terénu. 

### Stínadla
Bývalá Petrská čtvrť je spolu s dnes již téměř neexistující čtvrtí Na Františku považována za důležitý inspirační zdroj tajemných Stínadel z románů Jaroslava Foglara. Zdokumentovány jsou rovněž několikagenerační agresivní války, které mezi chlapci z Františku a z okolí Petrského náměstí každoročně propukaly přibližně v letech 1880–1950 a byly zřejmě důležitou inspirací potyček románových Vontů.

## Významné domy
- Dům čp. 1186/II, Petrské náměstí 1, s pasáží do Klimentské ulice (foto v infoboxu); před asanací renesanční dům s arkádovým dvorem, zvaný "U Čapků" podle Jana Václava Čapka, přísedícího u soudu pražského purkrabství, nebo U Šetelů; funkcionalistická novostavba s bílou fasádou obloženou travertinem, projekt arch. Otto Zucker, 1938-1941; bydlel zde matematik prof. Dr. Jiří Zelenka
- Dům čp. 1185/II, Petrské nám. 2, funkcionalistický dům ocelové skeletové konstrukce, s obchody, arch. Jan Urbach, 1937
- Nájemní dům Petrské nám. 4, v přízemí restaurace s předzahrádkou Trattoria Alforno
- Nárožní dům čp. 1097/II Petrské nám. 7 /Soukenická 38/ Truhlářská 35, čtyřtraktový novorenesanční palác, projektoval arch. Karel Janda, 1890-1891; klenuté portály s bosovaným zdivem, bohatá štuková dekorace fasád, vestibul s kupolí a nástěnnými zrcadly ve zlacených rámech lemovaných amorky, v mozaikové dlažbě nápis PALAIS ROYAL.

## Okolní ulice
- Petrská
- Zlatnická - na nároží Petrského náměstí kavárna Minimum Waste, Zlatnická 12
- Truhlářská
- Soukenická
- Barvířská
- Lodecká
- Klimentská - průchod pasáží z Petrského náměstí